# 千旦林村
千旦林村（せんだんばやしむら）は、かつて岐阜県恵那郡に存在した村。現在の中津川市千旦林に該当する。かつては千駄橋（せんだばし）や千駄返（せんだがえし）とも言った。

## 大字・小字
- 大字:千旦林（せんだんばやし）
- 小字:
- 上見 （あげみ）、芦学 （あしがく）、足沢 （あしざわ）
- 五ツ峯 （いつつみね）、一本木平 （いっぽんきだいら）、乾林 （いぬいばやし）、岩屋堂 （いわやど）
- 後屋 （うしろや）、馬見岩上 （うまみいわうえ）、馬見岩平 （うまみいわだいら）
- 樫ノ木 （かしのき）、鍛治屋平 （かじやだいら）、上県 （かみがた）
- 北原 （きたはら）
- 源済 （げんさい）
- 小石塚 （こいしづか）
- 坂本 （さかもと）、山堺 （さんかい）
- 空見 （そらみ）
- 竹ノ腰 （たけのこし）
- 茶臼 （ちやうす）
- 辻原 （つじはら）
- 道泉 （どうせん）、樋泉 （といずみ）
- 中平 （なかだいら）、中根 （なかね）、中原 （なかはら）
- 西垣外 （にしがいと）、西林 （にしばやし）
- 沼尻 （ぬまじり）
- 日向平 （ひなたびら）、広久手 （ひろくて）、広沢 （ひろさわ）
- 福田 （ふくでん）
- 洞垣外 （ほらがいど）
- 松本 （まつもと）、丸岩 （まるいわ）
- 三津屋 （みつや）
- 横打 （よこうち）、与ケ根 （よつかね）
- 六地蔵 （ろくじぞう）

（過去に存在した小字）
中洗

## 歴史
- 天正2年（1574年）4月中旬、武田勝頼は甲斐・信濃など5か国の兵力で東美濃に侵攻し遠山氏の城や砦を悉く攻撃した。その際に千旦林城も落城し吉村源斎父子は討死。以後廃城となった。八幡神社も戦火により焼失した。
- 江戸時代の当村の石高は552石6斗2升で、尾張藩の木曾衆の、山村甚兵衛 126石3斗1升・千村平右衛門 126石3斗1升・山村八郎左衛門 300石の領地であった。
- 慶長9年(1604年)2月の江戸幕府の命により千旦林三ツ家の中山道に一里塚が設置された。
- 千旦林三ツ家の中山道の北に「ショウグン塚」と呼ばれ五輪塔があり、ここより西には「将監乗馬の塚」があり、地名を「岡田ヶ峰」という。ここは江戸幕府の美濃代官であった岡田将監(岡田善同)の関係する場所であったと考えられる。
- 明治22年(1889年）7月1日 - 町村制により千旦林村が発足。
- 明治30年(1897年）4月1日 - 茄子川村と合併し、坂本村が発足。同日千旦林村は廃止。

## 神社・仏閣
- 八幡神社 (中津川市千旦林)（式内社の坂本神社の論社）
- 大林寺 (中津川市)

## 教育
- 千旦林尋常高等小学校（1907年に茄子川尋常高等小学校と合併し坂本尋常小学校。現・中津川市立坂本小学校）